# Mauro Wolter
Mauro Wolter, al secolo Rudolf Wolter (Bonn, 4 giugno 1825 – Beuron, 8 luglio 1890), è stato un presbitero tedesco, fondatore del monastero benedettino di Beuron e della sua congregazione.

## Biografia
Nel 1848 conseguì un dottorato in filosofia pura a Bonn; si preparà al sacerdozio a Colonia e fu ordinato prete il 3 settembre 1850. Fu rettore del proginnasio di Jülich, dove fondò il Geselliger Arbeiterverein, e nel 1854 fu nominato direttore della scuola del duomo di Aquisgrana.
Insieme all'amico Anselm Nickes e a suo fratello Ernst, decise di abbracciare la vita religiosa nell'Ordine di San Benedetto: l'8 settembre 1856 iniziò il noviziato a Perugia e il 15 novembre 1857 emise la professione nell'abbazia di San Paolo fuori le mura a Roma, prendendo il nome religioso di Mauro.
Nel 1859 divenne confessore della principessa Caterina di Hohenlohe-Waldenburg-Schillingsfürst, che convinse l'abate Angelo Pescetelli a inviarlo in Germania, insieme al fratello (che aveva assunto il nome di Placido), per fondare nuovi monasteri.
Mauro e Placido Wolter furono ricevuti in udienza da papa Pio IX il 29 settembre 1860: fondarono il primo monastero a Materborn, presso Kleve, il 10 febbraio 1861 e il 24 maggio 1863 fondarono quello di Beuron, in diocesi di Friburgo, che fu elevata ad abbazia l'11 settembre 1868.
Ricevette la benedizione abbaziale nell'abbazia di San Paolo fuori le mura dal cardinale Karl August von Reisach il 20 settembre 1868 e il 3 ottobre successivo fu intronizzato da Léon Bastide, abate di Ligugé, in rappresentanza di Prosper Guéranger, abate di Solesmes.
Nel 1872 guidò la fondazione dell'abbazia di Maredsous, di cui fu primo abate suo fratello Placido. Espulso da Beuron insieme ai suoi monaci a causa del Kulturkampf nel 1880, riformò e ripopolò i monasteri di Emauzy a Praga e di Seckau.
I monasteri furono riuniti in una congregazione approvata definitivamente dalla Santa Sede nel 1884 e quando, nel 1887, Mauro Wolter poté rientrare a Beuron come abate presidente, la congregazione contava già le abbazie di Beuron, Maredsous, Emauzy e Seckau e il priorato inglese di Erdington.
Fu autore di un Elementa vitae monasticae (1880), pubblicato in occasione del 14º centenario dalla nascita di san Benedetto, e il commentario ai salmi Psallite sapienter.
Morì nel 1890 e fu sepolto nella chiesa dell'arciabbazia di Beuron.